# Stenotarsia velutina
Stenotarsia velutina är en skalbaggsart som beskrevs av Hippolyte Louis Gory och Achille Rémy Percheron 1835. Stenotarsia velutina ingår i släktet Stenotarsia och familjen Cetoniidae. Inga underarter finns listade i Catalogue of Life.